# جيمس هال (لاعب كريكت)
جيمس هال (19 أكتوبر 1988 في المملكة المتحدة - )  (بالإنجليزية: James Hall)‏ هو لاعب كريكت أيرلندي. شارك مع منتخب أيرلندا للكريكت.

## وصلات خارجية
1. 1 2  CricketArchive (بالإنجليزية), QID:Q2117742